# 1657
Évszázadok: 16. század – 17. század – 18. század
Évtizedek: 1600-as évek – 1610-es évek – 1620-as évek – 1630-as évek – 1640-es évek – 1650-es évek – 1660-as évek – 1670-es évek – 1680-as évek – 1690-es évek – 1700-as évek
Évek: 1652 – 1653 – 1654 – 1655 –  1656 – 1657 – 1658 – 1659 – 1660 – 1661 – 1662

## Események

### Határozott dátumú események
- január 6. – II. Rákóczi György erdélyi fejedelem – a svédekkel szövetségben – megindul seregével Lengyelország ellen, a trónra jutás reményében. (A lehetőségtől megszédült fejedelem vállalkozása – melyben 15 000 főnyi erdélyi sereg vett részt – kezdetben látványos sikerrel indult.)[1]
- április 7. – Az erdélyi csapatok beveszik Krakkót.[1]
- április 18. – Az erdélyi fejedelem serege beveszi Brześcet.[1]
- június 9. – II. Rákóczi György erdélyi és svéd hadak élén bevonul Varsóba.[1]
- július 27. – I. Lipót német-római császárt Magyarország királyává koronázzák.
- július 31. – Az erdélyi sereg javát Köprülü Mehmed nagyvezíre utasítására a tatárok Lengyelországban elfogják.[2]
- október 27. – Portai követ érkezik a gyulafehérvári országgyűlésre, II. Rákóczi György letételét parancsoló szultáni rendelettel.[1]
- november 2. – Az erdélyi rendek – a török fenyegetés hatására – II. Rákóczi Györgyöt lemondatják a trónról, helyébe Rhédey Ferencet választják.[2]

### Határozatlan dátumú események
- március – Szelepcsényi György nyitrai püspököt – korábbi egyházmegyéjének megtartása mellett – kinevezik kalocsai érsekké.
- július eleje – Lengyel sereg tör be Erdélybe, az őrizetlenül hagyott Vereckei-hágón.[1]
- az év folyamán – Kisdy Benedek egri megyés püspök megalapítja a kassai egyetemet.[1]

## Születések
- május 11. – Vay Ádám, kuruc szenátor, II. Rákóczi Ferenc udvari főkapitánya († 1719)
- július 11. – I. Frigyes porosz király, 1688-tól Brandenburg választófejedelme, a Hohenzollern-ház tagja, 1701-től az első „király Poroszországban” (Poroszország csak Frigyes halála után lett királyság.) († 1713)
- szeptember 25. – Thököly Imre, erdélyi fejedelem († 1705)
- október 13. – Farkas Ádám, korponai kapitány († ?)

## Halálozások
- augusztus 17. – Robert Blake admirális (* 1599)
- április 2. – III. Ferdinánd magyar király és német-római császár (* 1608)
- június 3. – William Harvey angol orvos, sebész, anatómiatanár (* 1578)